# Gallinas-fok
A Karib-tengerbe nyúló Gallinas-fok (spanyolul Punta Gallinas, nevének jelentése: „tyúkok-fok”) Kolumbia és egyben Dél-Amerika legészakabbi pontja.

## Leírása
A Gallinas-fok az észak-kolumbiai La Guajira-félszigeten található, közigazgatásilag La Guajira megyéhez tartozik. Környezete homokos síkság, amely a La Guajira-sivataghoz tartozik.
1989-ben egy 18 méter magas világítótornyot állítottak fel itt. Mellette egy elhagyatott, sárga színű építmény is van, amelynek falára egy kis térképet festettek, és felírták azt is, hogy miért nevezetes ez a pont. A közelben található másik nevezetesség a taroai homokdűnék, amelyek közvetlenül a tenger partján találhatók, és mintegy 60 méter magasak.
A közelben a vajú indián őslakók mintegy 100 fős közössége él, akik máig őrzik hagyományaikat.